# جسیکا میوز
جسیکا میوز (انگلیسی: Jessica Meuse؛ زادهٔ ۱۹ اکتبر ۱۹۹۰) خواننده و ترانه‌پرداز اهل ایالات متحده آمریکا است. وی از سال ۲۰۱۱ میلادی تاکنون مشغول فعالیت بوده است.